# Adelheid Dietrich

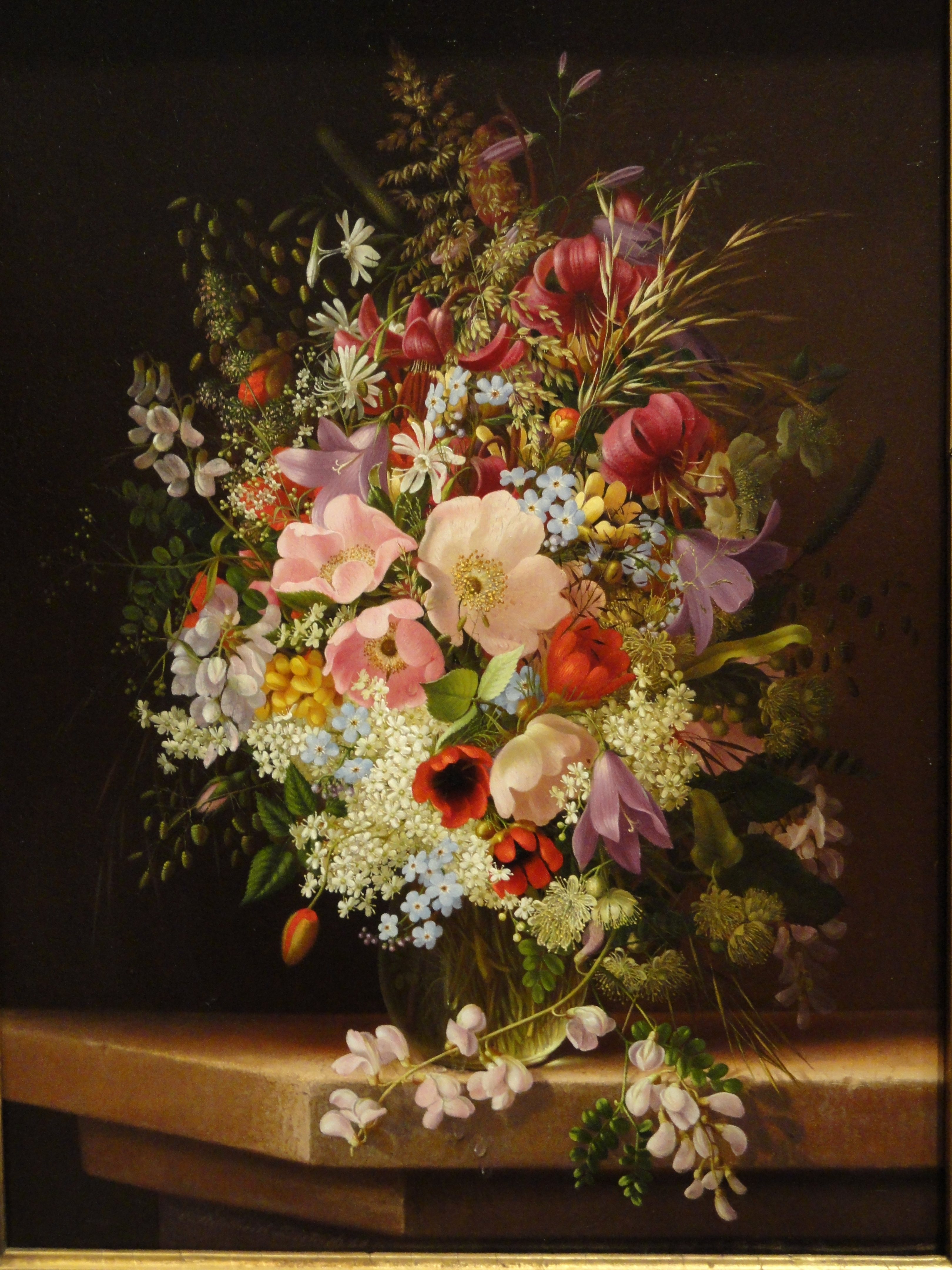
Natură moartă cu flori, pictură din 1868

Adelheid Dietrich (n. 13 octombrie 1827 la Wittenberg, d. 2 aprilie 1891 la Erfurt) a fost o pictoriță germană, fiică și elev al pictorului Eduard Dietrich. Stilurile abordate în principal de aceasta au fost naturile statice cu flori și fructe, în cadrul cărora au putut fi observate influențele neerlandeze.
Prima expoziție a lui Dietrich a fost la Dresden în 1847, aceasta fiind urmată de trei decade de expoziții în Berlin, Bremen și Kassel. Astăzi, picturile sunt expuse chiar și la Muzeul Anger din Erfurt și la Cancelaria Federală din Berlin. Multe din operele sale se află acum în muzee și galerii americane și în colecții private.